# Thomas Madsen-Mygdal
 Der er flere personer med dette navn, se Thomas Madsen-Mygdal (erhvervsmand). (Se også artikler, som begynder med Thomas Madsen-Mygdal (erhvervsmand))
Thomas Madsen-Mygdal (født 24. december 1876 i Mygdal, Hjørring, død 23. februar 1943 i København) var Danmarks statsminister fra 14. december 1926 til 30. april 1929. 

## Baggrund
Thomas Madsen-Mygdal var søn af en radikal politiker, landstingsmanden N.P. Madsen-Mygdal. Han blev uddannet som skolelærer fra Jelling Statsseminarium i 1896, var på landbrugsskole 1899-1900 og blev senere landbrugskandidat fra Den kongelige Veterinær- og Landbohøjskole i 1902. Han var konsulent i planteavl under Foreningen af jydske Landboforeninger. Fra 1908 til 1920 var han forstander for Dalum Landbrugsskole ved Odense.
Han kom med i ledelsen af en lang række landbrugsorganisationer. Han var formand for De Danske Landboforeninger i 1918-1920 og i 1924-1926. I 1918 tog han initiativ til at oprette Landbrugsrådet, hvor han var ledende præsident 1919-1920.

## Politisk karriere
Han var indtil Første Verdenskrig aktiv inden for Det Radikale Venstre, men gik i vrede over indenrigsminister Ove Rodes erhvervsregulerende politik over til Venstre. Han var tilhænger af en liberalistisk politik, hvor hovedsigtet måtte være at fremme nationens bærende erhverv, nemlig landbruget. 
Han var landbrugsminister fra den 5. maj 1920 til 1924 i Niels Neergaards anden og tredje regering. Tre måneder efter sin ministerudnævnelse blev han medlem af Landstinget, hvor han sad fra 10. august 1920 til den 28. februar 1925. Han var folketingsmand fra 2. december 1926 til 5. august 1933. Desuden var han landsformand for Venstre fra 1929 til 1941. 
Thomas Madsen-Mygdal er i eftertiden mest kendt for at have sagt de bevingede ord 'Lad falde hvad ej kan stå', der opsummerede hans liberalistiske indstilling. Ordene stammer paradoksalt nok fra sidste vers i Socialistmarchen, "Snart dages det brødre" fra 1871, hvor der dog bruges 'ikke' i stedet for 'ej'.
Ved folketingsvalget i 1926 opnåede Venstre sammen med De Konservative flertal i Folketinget, og Madsen-Mygdal dannede en Venstre-mindretalsregering. Politikken stod på sociale nedskæringer, og regeringen blev i høj grad lagt for had i oppositionen. De Konservative var utilfredse med skyggetilværelsen som støtteparti og var også imod regeringens forsvarspolitik, og i 1929 bragte de regeringen i mindretal ved at undlade at stemme for Finansloven. 
Efter det påfølgende folketingsvalg begyndte den lange socialdemokratisk-radikale regeringsperiode. Landbrugets helt dominerende position i dansk erhvervsliv var ved at være slut, og Madsen-Mygdal opnåede aldrig mere væsentlig politisk indflydelse. Under 2. verdenskrig blev Madsen-Mygdal mere og mere bekymret for situationen, for han frygtede Sovjetunionen og kommunistiske tilstande i Danmark. Derfor gik han af som Venstres landsformand i 1941, da han gav udtryk for en velvillig indstilling til Tyskland.
Han blev ridder af Dannebrogordenen i 1919. Få dage før folketingsvalget i september 1920 fik han kommandørkorset af 2. grad. I 1929 blev han Storkorsridder. 
Han blev gift 15. november 1907 med Marie Deichmann.

## Kulturelle referencer
- Madsen-Mygdals handlinger som statsminister blev i perioden op til folketingsvalget i 1929 parodieret med "Møjdal-visen", som i øvrigt også nævnes af Røde i tv-serien Matador af Lise Nørgaard.